# Patrik Johannesen
Patrik Johannesen (født 7. september 1995) er en færøsk fodboldspiller, der spiller for islandske Breiðablik. Har tidligere spillet for KÍ Klaksvík, TB Tvøroyri, FC Suðuroy, AB Argir og Florø (Norge).

## Karriere

### Klub
Patrik Johannesen startede sin fodboldkarriere i 2012 med den lokale klub fra hjembyen Tvøroyri, TB. Fra 2013 til 2014 spillede han for FC Suðuroy fra samme ø, og hvor hans far var træner i samme periode. Dernæst spillede han igen for barndomsklubben TB i et par år, hvorefter han flyttede til hovedstaden, hvor han først spillede et år med AB Argir, hvor han var på en delt 8. plads på topscorerlisten i Effodeildin med 9 mål, og i 2017 spillede han for B36 Tórshavn, hvor han også var blandt topscorerne. Den 16. august 2017 skrev Norðlýsið, at Patrik var den bedste spiller i Effodeildin 2017, når man så på målscoring og assist tilsammen, han lå som nummer et med 11 mål scoret og syv assist.
Fra 2017 til 2018 spillede Johannesen for Florø SK, der spillede i den norske OBOS-ligaen. I 2019 fik han kontrakt med KÍ Klaksvík, som det år vandt det færøske mesterskab for første gang i ti år. Året efter var han en del af truppen, der satte færøsk rekord som den klub, der som den hidtil eneste (pr. september 2020) er nået til en play-off kamp i en europæisk turnering, da KÍ Klaksvík vandt storsejr 6-1 over de georgiske mestre Dinamo Tbilisi i 3. kvalifikationsrunde i Europa League.

### Landshold
Patrik Johannesen fik debut for Færøernes landshold den 31. august 2017 i 1-5 nederlaget mod Portugal. Han blev skiftet ind i 2. halvleg efter 72 minutter, han kom ind for Jóan Símun Edmundsson, som havde fået et gult kort. Johannesen havde et skud på mål.

## Familje
Patriks far er den tidligere fodboldspiller Jón Johannesen, som også har været træner i flere omgange for TB Tvøroyri og for FC Suðuroy i 2013-2014. Jóns bror og Patriks onkel er Færøernes tidligere landsholdsanfører Óli Johannesen, der spillede 83 landskampe for A-landsholdet.